# Candida viswanathii
Candida viswanathii é uma espécie de levedura do gênero Candida. É nomeado após o famoso pneumologista indiano, Raman Viswanathan.